# Трубецкой, Юрий Юрьевич
Князь Ю́рий Ю́рьевич Трубецко́й (20 апреля 1668 — 8 сентября 1739) — русский государственный деятель, действительный тайный советник, русский боярин, сенатор, младший из двух князей Трубецких конца XVII века. Общий предок всех Трубецких, живших после 1750 года.

## Биография
Второй сын боярина Ю. П. Трубецкого, племянник «великого Голицына». Начал придворную службу комнатным стольником царей Фёдора Алексеевича и Петра I. Позже вступил в потешное войско Петра, при кожуховских манёврах (1694) был уже капитаном Преображенского полка.
В 1700 году без особого успеха вёл в Берлине переговоры с прусским курфюрстом о присоединении к Северному союзу. В 1703 году показан четвёртым комнатным стольником. В 1710 г. сопровождал царевича Алексея Петровича в Дрезден для усовершенствования образования. Вообще в это время побывал во многих странах и выучился итальянскому языку, на котором «порядочно долго» общался в Москве с приезжим голландцем де Брюйном.
За время 18-летнего пребывания в шведском плену старшего брата Ивана Юрьевича (впоследствии генерал-фельдмаршала) неприметный князь Юрий прошёл по военной службе через ряд ступеней и был произведён в марте 1719 года в бригадиры. В семейной хронике сказано, что он отличился при взятии русскими Дербента в 1722 году. Принимал участие в строительстве Петропавловской крепости; в его честь назван Трубецкой бастион.
В 1720 году назначен президентом Магистрата — высшего органа городского управления в России. Екатерина I пожаловала ему чин генерал-поручика. В 1727 году поставлен руководить вновь образованной Белгородской губернией.
После вступления на престол Анны Иоанновны князь Трубецкой был назначен сенатором (4 марта 1730 года) и вслед за тем пожалован в действительные тайные советники (28 апреля того же года). Умер в 1739 году, похоронен в Александро-Невской лавре.

## Семья
Первым браком женат (с 1692) на одной из богатейших в России наследниц — княжне Елене Черкасской, единственной дочери служилого князя Григория Черкасского, который возглавлял правительство царя Фёдора Алексеевича.
В этом браке родились четыре сына и две дочери: 
- Никита (1699—1767), генерал-прокурор Сената, президент Военной коллегии, генерал-фельдмаршал, основатель старшей ветви рода Трубецких.
- Иван (1703—1744), камергер, президент Юстиц-коллегии, основатель второй ветви Трубецких, владевшей имением Ахтырка;
- Яков (?-?) По словам князя Елизаветы Эсперовны Трубецкой в её книге 1891 г. "Сказания о роде князей Трубецких" на стр. 147 и 242, князь Яков Юрьевич (№ 41) был третьим сыном от первого брака... не оставил по себе никаких сведений. Надо полагать, что он скончался в младенчестве.
- Алексей (1704—1776), капитан Измайловского полка, женат на статс-даме Анне Львовне Нарышкиной, двоюродной сестре Петра I; от них происходит третья ветвь Трубецких.
- Мария (1696—1747), статс-дама, супруга князя А. М. Черкасского, государственного канцлера Российской империи. Очень любила музыку и завела домашний оркестр, который считался одним из лучших в столице.
- Прасковья (1704—1767), статс-дама, супруга графа Пётра Семёновича Салтыкова, генерал-фельдмаршала. Через неё обменивались посланиями противники заговора верховников.

В 1721 году овдовевший князь пожелал жениться вновь и остановил свой выбор на Ольге (1704—17..), дочери адмирала И. М. Головина и племяннице печально известного майора Глебова. Посаженными отцом и матерью на свадьбе были Пётр I с супругой. Берхгольц пишет, что посетил с герцогом Голштинским
свадьбу князя Трубецкого, человека уже пожилого и имеющего внучат 8-и и 9-и лет. Невеста же его — одна из красивейших и приятнейших женщин в Петербурге, не старее 20 лет. Новобрачная была в этот день необычайно хороша. На ней было великолепное вышитое золотом и серебром штофное платье беловатого цвета и большой бриллиантовый убор на голове и груди. Молодой был одет просто, говорят он большой брюзга, и я, как многие, сердечно сожалею обо этой хорошенькой женщине, которая должна проводить свои молодые годы таким странным образом; да и брак этот, как рассказывают, состоялся против её воли. <…> После обеда начались танцы, сперва церемониальные, а по окончании их, его высочество пригласил императрицу на польский; потом его высочество танцевал с новобрачною менуэт.
Сестра же молодой княгини Трубецкой вышла замуж за прадеда А. С. Пушкина, который, по семейному преданию, в порыве ревности зарезал её во время родов. В браке у Ольги Ивановны родились два сына:
- Дмитрий (1724—1792), гвардии капитан-поручик, основатель младшей, самой богатой ветви Трубецких.
- Александр (1727—1750), камергер, человек весьма образованный, упоминается в «Записках» Екатерины II, умер холостым от чахотки.

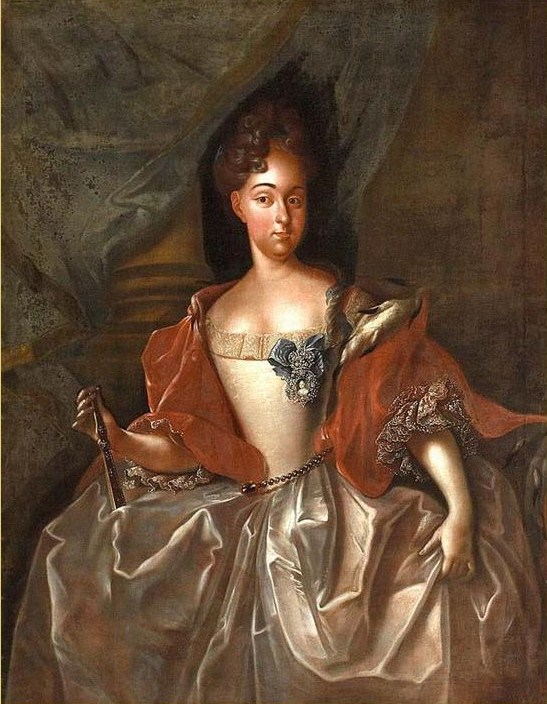
Мария Юрьевна, в замужестве княгиня Черкасская (1696—1747)
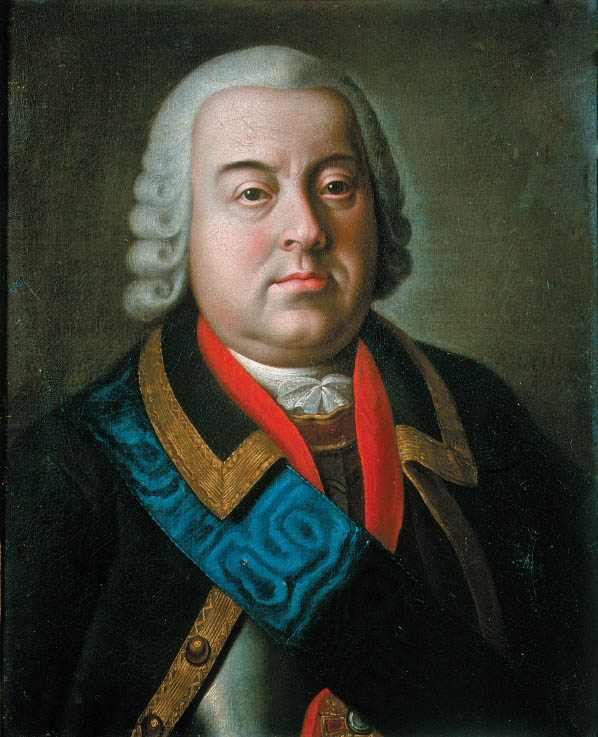
Никита Юрьевич (1699—1767)
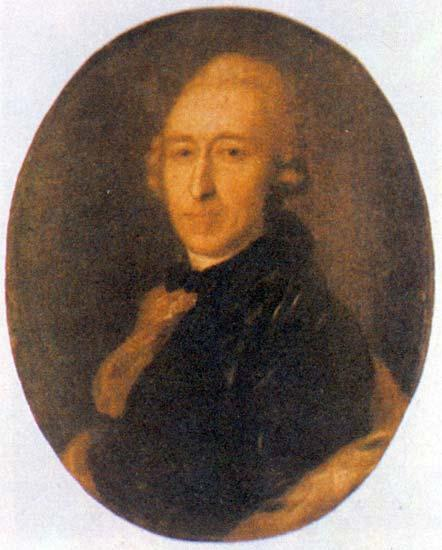
Дмитрий Юрьевич (1724—1792)